# Louis Blanc
Louis Jean Joseph Charles Blanc (29 de octubre de 1811, Madrid - 6 de diciembre de 1882, Cannes, Alpes Marítimos) fue un político e historiador socialista francés y masón. Se le considera uno de los precursores de la socialdemocracia.

## Biografía

### Primeros años
Hermano de Charles Blanc, nació en Madrid, donde su padre era inspector general de hacienda en el gobierno de José Bonaparte. Su madre, Estella Pozzo di Borgo, era hermana del conde corso Carlo Andrea Pozzo di Borgo, un renombrado diplomático francés. Cuando el hermano de Napoleón tuvo que abandonar el trono de España, la familia regresó a Francia donde Louis y su hermano Charles cursaron brillantes estudios en el instituto de Rodez. Después de que su padre se arruinara y falleciera su madre, los dos hermanos se trasladaron a París donde Louis Blanc siguió estudiando dando clases particulares y trabajando de pasante en el gabinete de un abogado (avoué).
Educado en el odio de la Revolución Francesa y alejado de las tesis socialistas, Louis Blanc descubrió la condición obrera en Arras donde, de 1830 a 1832, fue el preceptor del hijo de un industrial propietario de una importante fundición. Impactado por las desastrosas consecuencias sociales de la revolución industrial, decidió volver a París para dedicarse al periodismo. Se vinculó a las ideas de Saint-Simon después de la escisión del grupo en 1832.

### Carrera como periodista
A partir de 1834, colaboró con un periódico de oposición a la Monarquía de Julio, Le Bon Sens (El Sentido Común), del que llegó a ser codirector. Colaboró también con el periódico republicano Le National. En 1838, fundó el periódico la Revue du progrès (Revista del Progreso). En esa época, publica el ensayo Historia de 10 años, en la que hace un balance muy negativo de los diez primeros años del reinado de Luis Felipe I.
En la Revue du progrès, publicó en 1839 su estudió La organización del trabajo. Los principios expuestos en su famoso ensayo formaron la base para toda su carrera política. Él atribuye todo los males que afligen a la sociedad a la presión de la competencia, por la cual los débiles son conducidos a la pobreza. Demandaba la igualdad de salarios, y la unión de los intereses personales para lograr el bien común: « À chacun selon ses besoins, de chacun selon ses facultés », lo que se podría traducir como «A cada uno según sus necesidades, de cada uno según sus facultades», expresión tomada directamente de Saint-Simon. Esto, decía, sería llevado a cabo con el establecimiento de «talleres sociales de trabajo», una especie de combinación entre una sociedad cooperativa y un sindicato, donde los trabajadores en cada jornada unirían sus esfuerzos para el beneficio común. En 1841 publicó su Histoire de dix ans, 1830–1840, un ataque directo a la monarquía instaurada con la Revolución de julio. Se realizaron cuatro ediciones de la obra en cuatro años.

### Segunda República

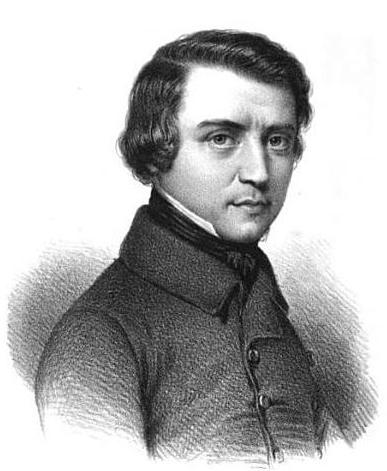
Louis Blanc en 1848.

En 1847 publicó sus primeros dos volúmenes de la Histoire de la Revolution Française. Su publicación fue interrumpida por la Revolución francesa de 1848, en la cual Louis Blanc formó parte del gobierno provisional. Fue a causa de su moción que, en el 25 de febrero, el gobierno emprendió la llamada «garantía de la existencia a los trabajadores por medio del trabajo»; y aunque su petición de establecer un ministerio de trabajo fue rechazada —porque supuestamente se excedía de la competencia de un gobierno provisional—, se le encargó de presidir la comisión gubernamental para los trabajadores (Commission du Gouvernement pour les travailleurs) establecida en el Palacio de Luxemburgo para indagar y reportar todo lo relacionado con la cuestión laboral.
El 10 de mayo, en la Asamblea, volvió a proponer un ministerio de trabajo, pero como la mayoría era hostil al socialismo, la propuesta fue nuevamente rechazada. Su responsabilidad por el desastroso experimento de los talleres de trabajo nacionales, fue negada en su ensayo Appel aux honnêtes gens (París, 1849), escrita durante su exilio en Londres, pero para el movimiento insurgente del 15 de mayo y para los moderados que resultaron victoriosos, sí era responsable. Entre los republicanos más radicales, que intentaron forzarlo a ser su dirigente, y la guardia nacional, que lo rechazaba, fue casi asesinado. Rescatado con dificultad, escapó con un falso pasaporte a Bélgica, y luego a Londres, durante su ausencia fue condenado en rebeldía por un tribunal creado ex profeso en Bourges a la deportación. Blanc protestó en contra del juicio y de la sentencia, desarrollando tal protesta en una serie de artículos publicados en el Nouveau Monde. Los artículos fueron recolectados y publicados como Pages de l'histoire de la révolution de 1848 (Bruselas, 1850).

### Exilio
Durante su estadía en Gran Bretaña hizo uso de la única colección de materiales sobre el período revolucionario preservados en el Museo Británico para completar su Histoire de la Revolution Française, en 12 volúmenes (1847–1862). En 1858 publicó una respuesta al escrito de Lord Normanby llamado A Year of Revolution in Paris (1858), el cual fue desarrollado posteriormente en su Histoire de la révolution de 1848 (2 vols., 1870–1880). También tomó parte activa en la irregular organización masónica del Rito de Memphis y Mizraím.

### Regreso a Francia

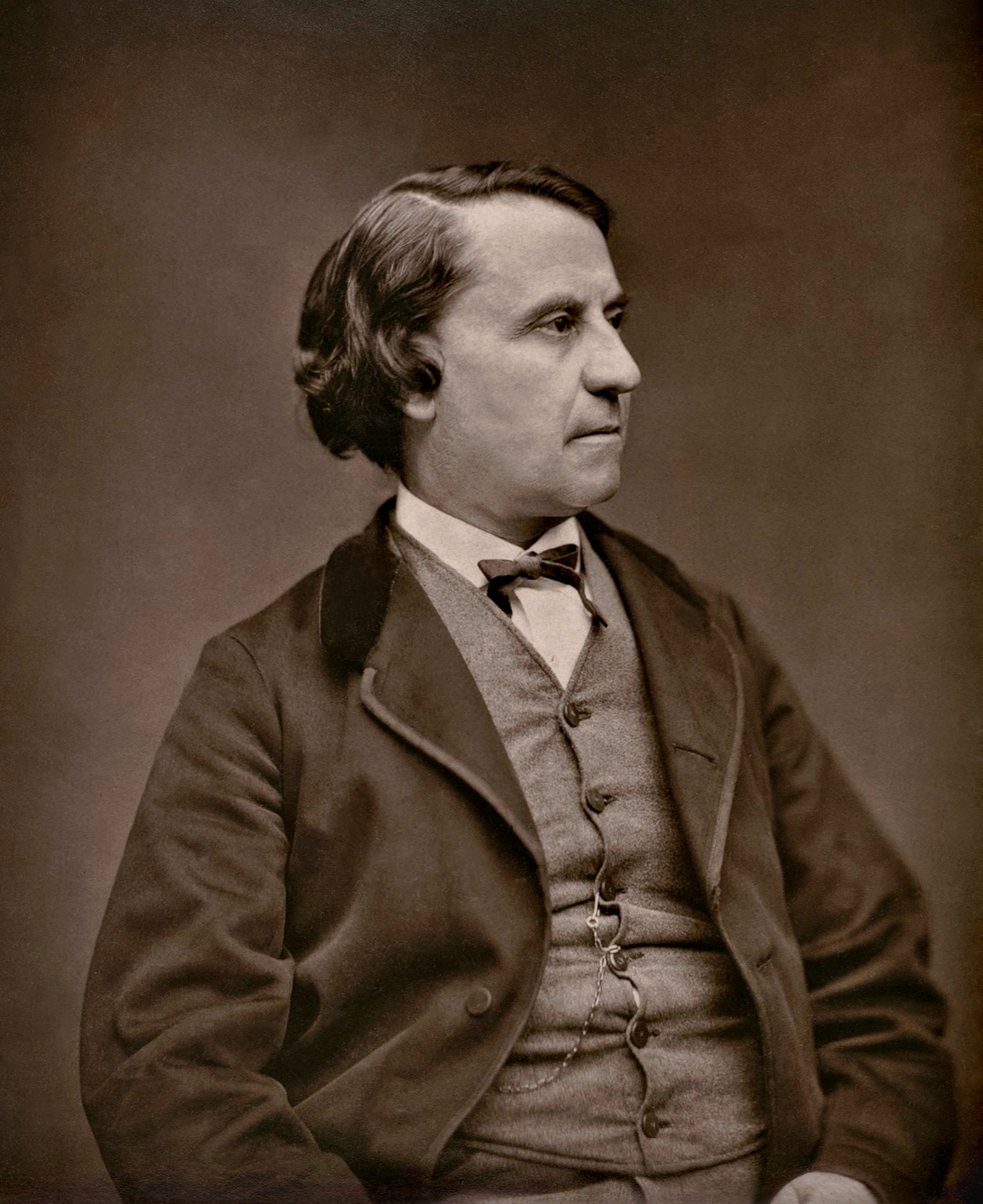
Louis Blanc ca. 1874-1877

Cuando regresó en 1859 Louis Blanc se opuso vehemente a la idea napoleónica de la restauración, prediciendo que sería «despotismo sin gloria», «imperio sin emperador». Por tanto, permaneció en el exilio hasta la caída del Segundo Imperio ocurrida en septiembre de 1870, después de la cual regresó a París y sirvió como particular en la guardia nacional. El 8 de febrero de 1871 fue elegido miembro de la Asamblea Nacional, en la cual mantuvo que la república era «la fórmula necesaria para la soberanía nacional» y votó por la continuación de la guerra; aunque, considerado como un izquierdista, no simpatizó con la Comuna de París, y utilizó su influencia en vano para lograr la moderación del movimiento.
En 1878 abogó por la abolición del Senado. En septiembre de 1871, introdujo en la cámara una propuesta para la amnistía de los comuneros, la cual fue atendida en enero de 1879. Este fue su último acto importante, pero no renunció a su actividad parlamentaria. A pesar de su avanzada edad y su delicada salud, trabajó en otros proyectos de ley que defendían en la Asamblea Léon Gambetta y Georges Clemenceau, con los que compartía posturas políticas. Sus últimos años estuvieron marcados por la enfermedad y por la muerte en 1876 de su esposa Christina Groh, con la cual se había casado en 1865. Murió en Cannes, y el 12 de diciembre recibió funerales de Estado en el Cementerio de Père-Lachaise.

## Mandatos parlamentarios en laAsamblea Nacional francesa
Diputado por el antiguo departamento de Sena Inferior:
- 23/04/1848–26/05/1849

Diputado por el antiguo departamento de Sena, como miembro del partido Union républicaine (Unión Republicana):
- 08/02/1871–07/03/1876
- 20/02/1876–25/06/1877
- 14/10/1877–27/10/1881
- 21/08/1881–06/12/1882

## Legado político
Louis Blanc poseía un estilo vívido y pintoresco, así como un considerable poder de investigación, pero el fervor con el cual expresaba sus convicciones, que lo situaba entre los mejores oradores, convertían sus primeros escritos históricos en panfletos políticos. Sus ideas sociales y políticas tuvieron una gran influencia en el desarrollo del socialismo francés.
Sus Discours politiques (1847–1881) fueron publicados en 1882. Sus trabajos más importantes, aparte de los ya mencionados, son Lettres sur l'Angleterre (1866–1867), Dix années de l'Histoire de l'Angleterre (1879–1881) y Questions d'aujourd'hui et de demain (1873–1884).

## Homenajes póstumos
Una estación del Metro de París y otra del tranvía de Montpellier llevan su nombre. Una veintena de ciudades francesas tienen una calle, avenida o plaza dedicada a su memoria.

## Obras
- Louis Blanc (1841). The History of Ten Years, 1830–1840 (Vol. 1). Nueva York: Chapman and Hall. p. 628. ASIN B0006BWS4Y.
- Organisation du travail (1839), Bureau de la Société de l’Industrie Fraternelle, París, 1847, 5ª edición.
- Histoire de dix ans, 1830–1840, Pagnerre, París, 1842, 2ª edición.
- Histoire de la révolution française, Lacroix, París, 1878, 2ª ed., 15 vols.
- Con Jacques Crétineau-Joly, La contre-révolution, partisans, vendéens, chouans, émigrés (1794–1800).
- Lettres sur l'Angleterre (1866–1867).
- Dix années de l'Histoire de l'Angleterre (1879–1881).
- Questions d'aujourd'hui et de demain (1873–1884).